# Worthing (Dakota Południowa)
Worthing – miasto w Stanach Zjednoczonych, w stanie Dakota Południowa, w hrabstwie Lincoln.